# Geologija Madžarske
Geologija Madžarske je zaznamovana z njeno lego v Panonski nižini v Srednji Evropi; obkrožena je s Karpati, Alpami in Dinaridi, vendar večinoma prevladujejo nižine. Oseminšestdeset odstotkov države je nižina pod 200 metri nadmorske višine. Hriboviti tereni pokrivajo 30 % države, gore pa le 2 %. Celotna Panonska nižina je v povodju Donave.

## Tektonika in geologija kamnin
Madžarsko večinoma opredeljuje pozno kenozojska geološka evolucija. Zaradi nenavadnega stanjšanja skorje in visokega geotermalnega gradienta so nastali veliki zaločni bazeni. Panonska nižina je pravzaprav sistem kotlin, ki vključujejo Veliko madžarsko kotlino, Dunajsko kotlino, Dravsko kotlino in Transilvansko planoto. Različna porečja so ločena z območji osamelcev, sestavljenimi iz paleozojskih, mezozojskih in paleogenskih sedimentnih kamnin ter kenozojskih magmatskih in sedimentnih kamnin.
Vzhodne Alpe segajo na severozahod Madžarske kot hribovje Sopron in Kőszeg, blizu avstrijske meje in jih sestavljajo metamorfizirane paleozojske in mezozojske kamnine. Transdonavsko območje obsega 250 kilometrov, vključno s hribi in gorami. Severno od Blatnega jezera, v Balatonskem višavju, so geologi našli spodnjepaleozojski filit in karbonate. Severovzhodno od Blatnega jezera, v Velenskem hribovju, je najpogostejši granit iz karbona. Triasni karbonati sestavljajo druge dele transdonavskih hribov, čeprav je v osrednjem območju sinforme  majhno območje jurskih, krednih in paleogenskih kamnin, ki sestavljajo osnovno strukturo hribov.
Severnomadžarsko hribovje ima zelo zapleteno geologijo. Paleozojski skrilavec in karbonat najdemo v hribih Szendor in Uppony, hribovje Bükk pa ima rahlo metamorfizirane zgornje paleozojske in jurske sedimentne in magmatske kamnine. Nekaj karbonskih granitov je na jugovzhodu hribovja Mecsek.

## Sedimenti in stratigrafija
Jezera, reke in rečne delte so od poznega miocena do pliocena odlagale usedline v kotanjah debeline od enega kilometra do osem kilometrov, saj je v pokrajini prevladovalo Panonsko jezero. Te usedline so bile v kvartarju prekrite z aluvialnimi nanosi, vetrno akumulacijo peska in puhlice, ki zdaj sestavlja površje Panonske nižine.

## Zgodovina geoloških raziskovanj
Beudant, profesor na Pariški univerzi, je prve spise o madžarski geologiji objavil leta 1822. Cesarski in kraljevi geološki zavod Avstro-Ogrske je med letoma 1850 in 1865 izvajal geološko kartiranje na Madžarskem, med letoma 1867 in 1871 pa je objavil zemljevide. Kraljevi madžarski geološki zavod je prevzel kartiranje po ustanovitvi leta 1869. Razširjeno vrtanje na tisoče arteških vrtin in 500 termalnih vrtin je razširilo geološko znanje v drugi polovici 19. stoletja. Madžarski fizik in geofizik Loránd Eötvös je izvajal meritve gravitacije s tehniko torzijske ravnotežje, s čimer je pomagal zagnati geofiziko. Po njegovi smrti so študenti v njegovo čast poimenovali Geofizikalni inštitut Loránda Eötvösa. Do druge svetovne vojne je imela neodvisna Madžarska pet aktivnih univerzitetnih geoloških oddelkov.
Kartiranje se je po vojni povečalo, povečalo se je število zaposlenih na Geološkem zavodu in leta 1956 je izšel nov zemljevid. Razumevanje madžarske geologije se je spremenilo z uvedbo teorij o tektoniki plošč v 1970-ih, kar je spremenilo poglede na nastanek Panonske nižine.

## Geologija naravnih virov
V času Trianonske pogodbe je bila Madžarska bogata z minerali, vendar je večina teh virov zdaj zunaj meja Madžarske v Slovaškem rudogorju in gorovju Apuseni v Transilvaniji. Danes je Madžarska revna z naravnimi viri. Po revoluciji leta 1989 se je rudarjenje boksita praktično končalo in proizvodnja premoga je padla. Elektrarne še vedno lokalno črpajo lignit, nafta in zemeljski plin pa sta pomembna vira.
Zgodovinsko gledano je bil boksit včasih znan kot madžarsko srebro zaradi velikih nahajališč boksita v bližini Blatnega jezera. Ker so bili površinski viri izčrpani, je rudarjenje šlo pod zemljo, kar je znižalo kraško vodno gladino. Boksiti so nastali v tropskem podnebju v baremski dobi zgodnje krede. Tako kot jamajški boksiti so tudi močne tropske padavine odstranile druge minerale, ki so odtekali v porozni spodnji kras in ustvarili usedline, obogatene z aluminijem.